# الزانعة (حزم العدين)

تعديل مصدري - تعديل

الزانعة هي إحدى قرى عزلة الأحكوم بمديرية حزم العدين التابعة لمحافظة إب، بلغ تعداد سكانها 138 نسمة حسب تعداد اليمن لعام 2004.